# Carl Rosengrén
Carl Olof Laurentius Rosengrén, född 1857 i Stockholm, död 1925, var en svensk grosshandlare och stadsfullmäktig i Stockholm. Han var en av arvingarna till Firma Lars Montén och ägde fastigheten Monténska huset då det uppfördes tillsammans med Carl Bergstedt och Eric Bergstedt. Carl Rosengrén bodde här i en paradvåning.

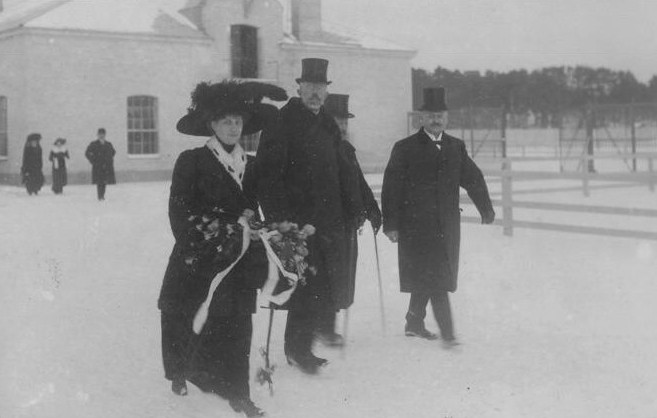
Carl Rosengrén var ordförande i styrelsen för Stockholms stads slakthus- och saluhallsstyrelse. Gustav V invigde den 31 januari 1912 Stockholms första offentliga slakthus. På bilden är kungen i sällskap med prinsessan Ingeborg, Carl Rosengrén och direktör Martin Sandeborg.

Carl Rosengrén var son till grosshandlaren Carl Johan Rosengrén och hans hustru Thecla Amalia Olofsdotter (1827–1908). Han var gift med Clara Martina Björkman, född 1857 i Värnamo.
Rosengrén och Bergstedt var ägare till firman Lars Montén & Co. De båda var systersonsöner till fabrikören Lars Montén, som 1823 grundat Sveriges första såpfabrik. Montén drev fabriker för stearinljustillverkning i Alvik i Bromma. Vid hans död 1872 ärvde Eric Bergstedt och hans kusin Carl Bergstedt gårdarna Alviks gård och Äppelvikens gård.  
Åren 1911–1920 var Carl Rosengrén ordförande i styrelsen för Stockholms stads slakthus- och saluhallsstyrelse.
Fabriken, liksom diverse fastigheter i Stockholm, ärvdes av grosshandlare Carl Rosengrén, som var son till Thekla Amalia Rosengrén, och hennes båda kusiner grosshandlare Eric Bergstedt och fabrikör Carl Bergstedt. I sitt testamente förordnar Lars Montén att firman inte bör skingras eller säljas av universalarvingarna. Fastigheten på Mariaberget, Lappskon, försåldes 1882 av fabrikören Carl Bergstedt samt grosshandlarna Eric Bergstedt och Carl Rosengren till Stockholms stad för en köpeskilling av 136 000 kronor. 1888–1889 byggdes det Monténska huset på Sankt Paulsgatan 29 av arvingarna. Arkitekt var Bror Albert Siösteen (1853–1945) (Gubben Albert).

## Monténska huset

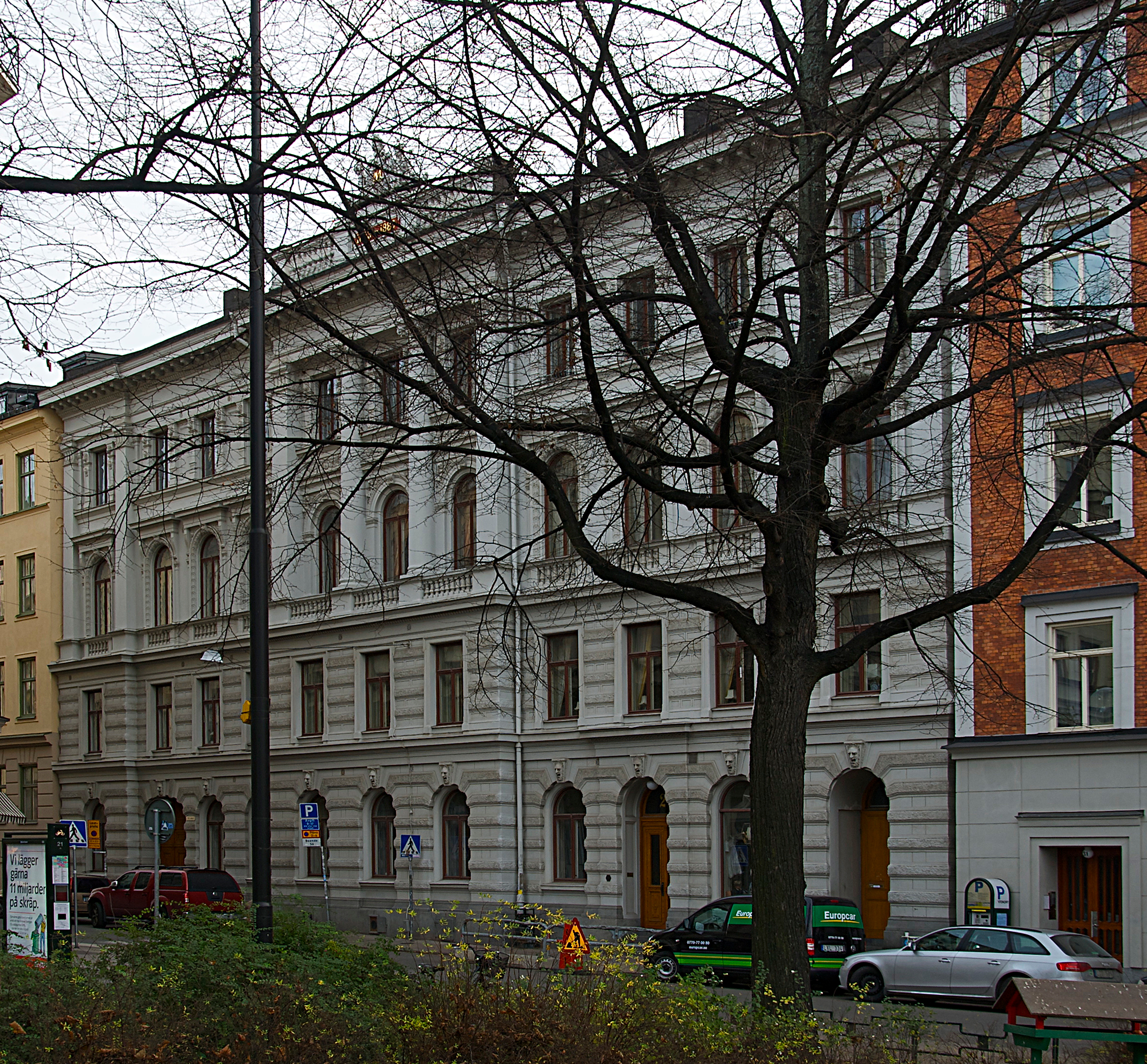
Monténska huset.

Efter Lars Monténs död 1872 uppförde arvingarna under åren 1887-1889 det Monténska huset på Sankt Paulsgatan 29 vid Mariatorget på Södermalm i Stockholm. Huset byggdes efter ritningar av arkitekten Albert Siösteen (1853-1945). Byggherre var fabriksfirman Lars Montén & Co. En såpfabrik fanns redan på gården då flerfamiljshuset vid Sankt Paulsgatan uppfördes.

### Carl Rosengréns paradvåning
Carl Rosengrén och hans kusin Eric Bergstedt, Lars Monténs systersonsöner, ägde fastigheten på Sankt Paulsgatan 29, då det Monténska huset byggdes. Byggherren Lars Monténs initialer lyser i rött och guld upp frontonen, liksom årtalet 1823–1889, förmögenheten vilade på hans såpfabrik, som han grundade 1823.
Monténska huset byggdes med fyra våningar och försågs med en rikt dekorerad gipsvit stuckfasad i stram nyrenässans monumentalt formad med markerat mittparti med kolossalkolonner och skulpturer. I fasaden framträder firmans monogram omgivet av figurerna Merkurius och Industria. På andra våningen fanns Carl Rosengréns paradvåning. Huset har inredningar av arkitekten Valfrid Karlson. Inredningen, som än idag är välbevarad, var mycket påkostad med höga paneler, gyllenläderstapeter, bemålade stucktak, stjärnparkettgolv och takmålningar. Paradaradvåningen är mycket praktfull med matsal i nyrenässans med väggmålningar av arkitekten och tecknaren Agi Lindegren och sällskapsrummen, som är lätt rokokomässiga, med stuckaturer av dekorationsmålaren Carl Grabow och bildhuggaren Sven Scholander. Montén lät också uppföra ett hus för sina anställda vid Sankt Paulsgatan 33. Den något enklare våningen under beboddes av Eric Bergstedt, medan husets övriga lägenheter var mindre hyreslägenheter.
Paradvåningen var avsedd för Carl Rosengrén. I den Rosengrenska paradvåningen finns vackra fönster. Inredningen, som än idag är välbevarad, var mycket påkostad och rikt utformad med höga paneler, gyllenläderstapeter, ornerade stucktak, stjärnparkettgolv och takmålningar. Flera kända arkitekter och konstnärer såsom Valfrid Karlson, Agi Lindegren, Carl Grabow och Sven Scholander medverkade vid inredningen av våningen.

## Källa
- Ansedel Carl Olof Laurentius Rosengrén
- Ulf Sörenson, Vägvisare till Stockholm, En kulturguide, Under medverkan av Göran Söderström, Lind & Co, 2009, sidan 244. ISBN 978-91-85801-62-6.

Henrik O Andersson, Fredric Bedoire, Stockholms byggnader, En bok om arkitektur och stadsbild i Stockholm, Bokförlaget Prisma, Stockholm, 1991, sidan 118-119. ISBN 91-518-1841-8.